# ニナ・リッチ
ニナ・リッチ（Nina Ricci）は、フランスのファッションブランド。1932年にイタリア人デザイナー、マリア・ニナ・リッチ（Maria Nina Ricci）とその息子のロベルト（ロベール）がフランス・パリで創業した。

## 歴史

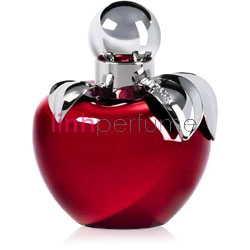
ニナ・リッチの香水

1932年にトリノ出身のイタリア人マリア・ニナ・リッチ（Maria Nina Ricci、1883年-1970年）がパリで創業した。
マリアは製品を仕上げる際、デッサンを行わず、生地を直接顧客にあてカットしていた。
洗練されたロマンティックなデザイン、そしてすべてのコレクションフェミニンな印象を与えるデザインで、ニナ・リッチはすぐに有名になった。
第二次世界大戦が終結した1945年、戦争の賠償金のために国が資金調達をしている頃に、デザイナー達は女性達が過去にオートクチュールに夢中になっていた頃を取り戻すことを要求された。マリアは息子のロベールに経営を譲り、自らはデザインを担当することになる。
ロベールは、シャンブル(Chambre)代表のルシアン・ルロン(Lucien Lelong)とともに練っていたアイデアを実行に移した。
バレンシアガやマダムグレ（Madame Gres）を含む、40の同業者から借りた150体以上のマネキンを用意し、ブランド一押しのオートクチュールを着せ、ルーブル美術館でファッションショーを催した。これは盛況に終わり、その後、ショーはヨーロッパ各地をまわり、ついにはアメリカでも開催された。
1946年、ロベールは香水部門を立ち上げ、初製品となる香水、クール・ジョア（Coeur Joie）を開発した。
1948年には、ニナ・リッチの代表作であり、現在までトップセールスを記録するレール・デュ・タン（L’Air du Temps）を発表した。
そして、いくつもの航空会社の制服がニナ・リッチによってデザインされた。
1950年代に入ると、マリアは70歳近くの高齢になり、徐々にデザイナーとして活動しなくなり、1959年にデザイナーを正式に引退した。
ロベールは新たなチーフ・デザイナーとして、ベルギー人のジュール＝フランソワ・クラエー（Jules-Francois Crahay）を選出した。
1963年、クラエーはニナ・リッチを去り、ランバンへ移籍した。
そしてすぐ、ジャック・ファットとジャン・パトー(Jean Patou)が引き抜こうとしていた、ピエール・バルマンで働いていたジェラール・ピパール(Gerard Pipart)がチーフ・デザイナーに着任した。彼の起用は、ニナ・リッチのブランド名をさらに高め続けることとなった。
1970年のマリア死後、ピパールはブランドの総帥に任命された。また、ロベールは香水部門に集中し続け、1988年に亡くなるまで働いていた。
マッシモ・グイッサン家が、1988年にクラエーからニナ・リッチ・ブランドを買収した。
マッシモ・グィッサンはデザイナーとして仕事をしたが、1999年から数年間、ナタリー・ジェルヴェがチーフ・デザイナーを務めた。
2002年5月、アメリカ人ジェームズ・アギラルがチーフ・デザイナーに就任。
2003年、チーフ・デザイナーに就任したスウェーデン人ラース・ニルソンがデザインしたニナ・リッチは、
評論家から不安定な見通しをもって迎えられた。彼は2006年初頭に突然再デザインを行い、
同年9月にベルギー人のオリヴィエ・ティスケンスがチーフ・デザイナーに就任。
2009年、ピーター・コッピング(Peter Copping)がアーティスティック・ディレクターに就任。
同年、アメリカ大統領就任式において、ファーストレディとなったミシェル・オバマにより着用された。

## 香水
ニナ・リッチの香水の最も有名な香水は、1949年にフランスで作られた、『時の流れ』という意味のレール・デュ・タンである。マリアとロベルト親子が陣頭に立ち、情熱と世代の融合された優雅さをつかんでいた。ロベルトはパヒューマー（香水調合師）であるフランソワ・ファブロンと仕事し、マダム・ニナ・リッチの服のような優雅な香りを創りだした。ルネ・ラリックは、優雅な2羽のハトをデザインしたクリスタル・ガラスの香水ボトルを創った。その他の古典となっているニナ・リッチの香水には、ファルーシュ（Farouche）、カプリッチ（Capricci）、フルール・ド・フルール（Fleur de Fleurs）、オー・ド・フルール（Eau de Fleurs）がある。そのどれもが独特のラリック製クリスタル・ガラスの香水ボトルに入っている。男性用香水には、シニョリッチ（Signoricci）、シニョリッチII、フィレアウス（Phileaus）がある。近年の香水には、ニナ（Nina）と、3タイプの香りがあるレ・ベル・ド・リッチ（Les Belles de Ricci）という、全く異なった香水がある。
近年の使用方法として、香水を髪の毛の出来るだけ毛先のほうに二回程度かけるというものがある。そうすると一挙一動する度に髪の毛と一緒にふんわり匂いがするという。

## 参考
- http://nymag.com/fashion/fashionshows/designers/bios/ninaricci/
- http://fashion-forum.org/fashion-designers/nina-ricci.html
- http://designerhistory.com/historyofashion/fashionframe.html
- http://www.infomat.com/whoswho/ninaricci.html
- http://www.ninaricci.com/
- http://topic.bijint.com/tokyo/topic/detail?id=8692